# Écuelle
Cet article concerne la commune. Pour le récipient, voir Écuelle (récipient). Pour les autres homonymes, voir Écuelle (homonymie).
Pour les communes françaises homophones, voir Écuelles.
Écuelle est une commune française située dans le département de la Haute-Saône, la région culturelle et historique de Franche-Comté et la région administrative Bourgogne-Franche-Comté.

## Géographie

### Communes limitrophes
| Champlitte |         | Framont  |
|            | Écuelle |          |
| Vars       |         | Oyrières |

### Climat
Pour des articles plus généraux, voir Climat de la Bourgogne-Franche-Comté et Climat de la Haute-Saône.
En 2010, le climat de la commune est de type climat des marges montargnardes, selon une étude du Centre national de la recherche scientifique s'appuyant sur une série de données couvrant la période 1971-2000. En 2020, Météo-France publie une typologie des climats de la France métropolitaine dans laquelle la commune est dans une zone de transition entre le climat océanique altéré et le climat océanique altéré et est dans la région climatique  Lorraine, plateau de Langres, Morvan, caractérisée par un hiver rude (1,5 °C), des vents modérés et des brouillards fréquents en automne et hiver. 
Pour la période 1971-2000, la température annuelle moyenne est de 10,4 °C, avec une amplitude thermique annuelle de 17,6 °C. Le cumul annuel moyen de précipitations est de 910 mm, avec 12,2 jours de précipitations en janvier et 8,5 jours en juillet. Pour la période 1991-2020, la température moyenne annuelle observée sur la station météorologique de Météo-France la plus proche, « Chargey-lès-Gray », sur la commune de Chargey-lès-Gray à 7 km à vol d'oiseau, est de 11,5 °C et le cumul annuel moyen de précipitations est de 834,3 mm. 
La température maximale relevée sur cette station est de 39,3 °C, atteinte le 25 juillet 2019 ; la température minimale est de −18,2 °C, atteinte le 20 décembre 2009,,. 
Les paramètres climatiques de la commune ont été estimés pour le milieu du siècle (2041-2070) selon différents scénarios d'émission de gaz à effet de serre à partir des nouvelles projections climatiques de référence DRIAS-2020. Ils sont consultables sur un site dédié publié par Météo-France en novembre 2022.

## Urbanisme

### Typologie
Au 1er janvier 2024, Écuelle est catégorisée commune rurale à habitat dispersé, selon la nouvelle grille communale de densité à sept niveaux définie par l'Insee en 2022.
Elle est située hors unité urbaine. Par ailleurs la commune fait partie de l'aire d'attraction de Gray, dont elle est une commune de la couronne,. Cette aire, qui regroupe 63 communes, est catégorisée dans les aires de moins de 50 000 habitants,.

### Occupation des sols
L'occupation des sols de la commune, telle qu'elle ressort de la base de données européenne d’occupation biophysique des sols Corine Land Cover (CLC), est marquée par l'importance des territoires agricoles (68,2 % en 2018), une proportion sensiblement équivalente à celle de 1990 (67,9 %). La répartition détaillée en 2018 est la suivante : 
terres arables (51,4 %), forêts (31,7 %), zones agricoles hétérogènes (12,3 %), prairies (4,5 %), milieux à végétation arbustive et/ou herbacée (0,1 %). L'évolution de l’occupation des sols de la commune et de ses infrastructures peut être observée sur les différentes représentations cartographiques du territoire : la carte de Cassini (XVIIIe siècle), la carte d'état-major (1820-1866) et les cartes ou photos aériennes de l'IGN pour la période actuelle (1950 à aujourd'hui).

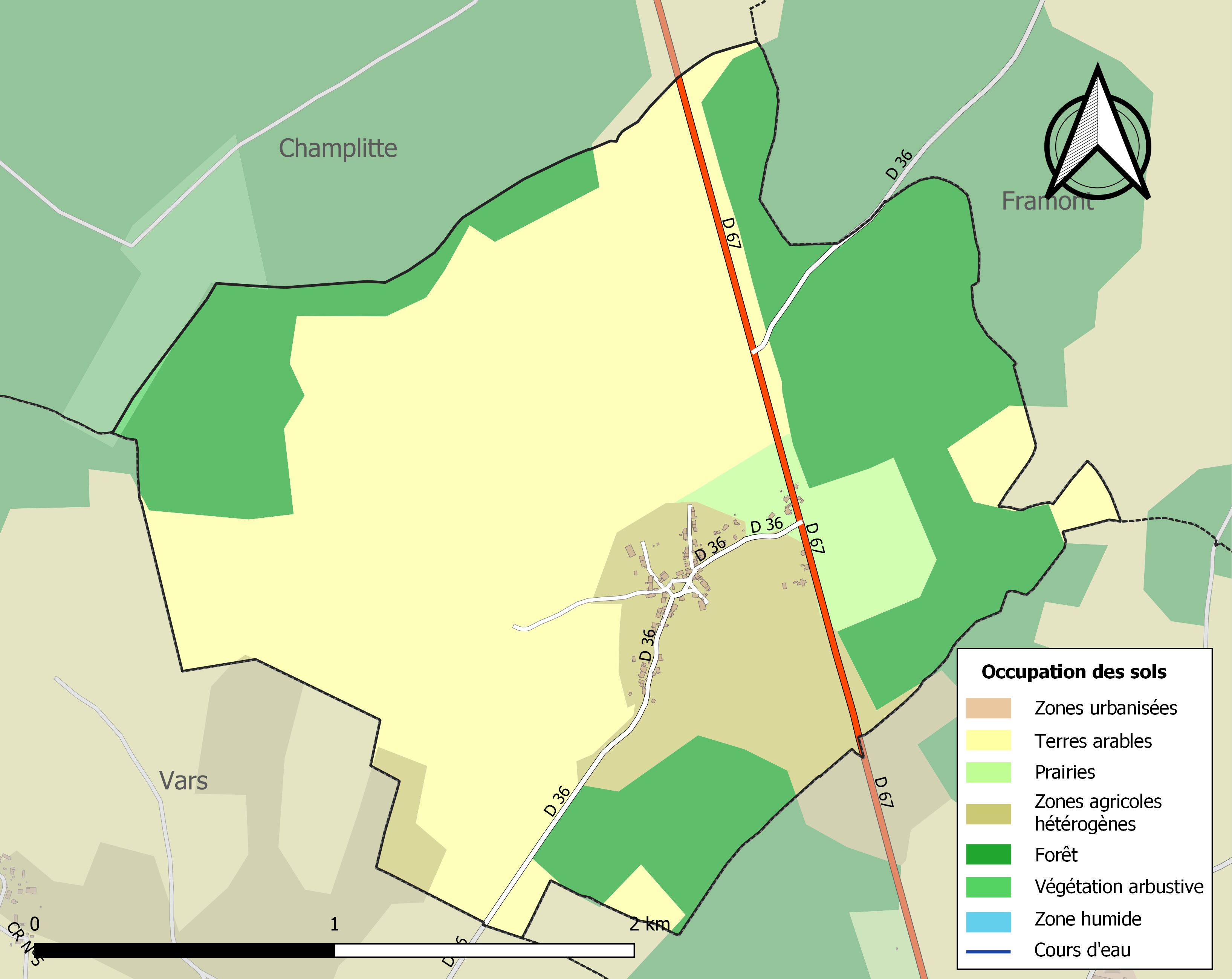
Carte des infrastructures et de l'occupation des sols de la commune en 2018 (CLC).

## Histoire
À l'origine, le village était constitué par un prieuré (XIe siècle) dépendant de l'abbaye de Theuley à Vars.
Les seigneurs de Vergy avaient une partie de la seigneurie laïque, avec les comtes de Champlitte et les comtes de Vaudrey.
Le village a été incendié et pillé en 1569, puis anéanti en 1595 par Tremblecourt.

## Politique et administration

### Rattachements administratifs et électoraux
La commune fait partie de l'arrondissement de Vesoul du département de la Haute-Saône, en région Bourgogne-Franche-Comté. Pour l'élection des députés, elle dépend de la première circonscription de la Haute-Saône.
Elle faisait partie depuis 1801 du canton d'Autrey-lès-Gray. Dans le cadre du redécoupage cantonal de 2014 en France, la commune fait désormais partie du canton de Dampierre-sur-Salon.

### Intercommunalité
Écuelle est membre depuis 2008 de la petite communauté de communes du Pays d'Autrey, créée le 31 décembre 1994, et  qui regroupait environ 3 800 habitants.
L'article 35 de la loi n° 2010-1563 du 16 décembre 2010 « de réforme des collectivités territoriales » prévoyait d'achever et de rationaliser le dispositif intercommunal en France, et notamment d'intégrer la quasi-totalité des communes françaises dans des EPCI à fiscalité propre, dont la population soit normalement supérieure à 5 000 habitants.
Dans ce cadre, le schéma départemental de coopération intercommunale (SDCI) approuvé par le préfet de Haute-Saône le 23 décembre 2011 a prévu la fusion de cette petite intercommunalité avec l'ancienne communauté de communes du Pays de Gray  et le rattachement à cette structure des communes isolées de Chargey-lès-Gray, Onay, Velesmes-Échevanney.
La commune est donc membre depuis le 1er janvier 2013 de la nouvelle communauté de communes Val de Gray.

### Liste des maires
| Période                                  | Période                       | Identité         | Étiquette | Qualité                                                  |
| ---------------------------------------- | ----------------------------- | ---------------- | --------- | -------------------------------------------------------- |
| Les données manquantes sont à compléter. |                               |                  |           |                                                          |
| mars 2001                                | avril 2014                    | Yvonne Corvisier | UMP       | Présidente de la Communauté de Communes du Pays d'Autrey |
| avril 2014                               | En cours (au 22 janvier 2015) | Daniel Sarrey    |           | Agriculteur                                              |

## Démographie
L'évolution du nombre d'habitants est connue à travers les recensements de la population effectués dans la commune depuis 1793. Pour les communes de moins de 10 000 habitants, une enquête de recensement portant sur toute la population est réalisée tous les cinq ans, les populations de référence des années intermédiaires étant quant à elles estimées par interpolation ou extrapolation. Pour la commune, le premier recensement exhaustif entrant dans le cadre du nouveau dispositif a été réalisé en 2008.

En 2022, la commune comptait 67 habitants, en évolution de −8,22 % par rapport à 2016 (Haute-Saône : −1,4 %, France hors Mayotte : +2,11 %).
| 1793 | 1800 | 1806 | 1821 | 1831 | 1836 | 1841 | 1846 | 1851 |
| ---- | ---- | ---- | ---- | ---- | ---- | ---- | ---- | ---- |
| 161  | 250  | 233  | 226  | 285  | 295  | 299  | 292  | 313  |

| 1856 | 1861 | 1866 | 1872 | 1876 | 1881 | 1886 | 1891 | 1896 |
| ---- | ---- | ---- | ---- | ---- | ---- | ---- | ---- | ---- |
| 291  | 265  | 238  | 230  | 204  | 192  | 173  | 160  | 149  |

| 1901 | 1906 | 1911 | 1921 | 1926 | 1931 | 1936 | 1946 | 1954 |
| ---- | ---- | ---- | ---- | ---- | ---- | ---- | ---- | ---- |
| 147  | 144  | 141  | 149  | 123  | 108  | 93   | 98   | 89   |

| 1962 | 1968 | 1975 | 1982 | 1990 | 1999 | 2006 | 2008 | 2013 |
| ---- | ---- | ---- | ---- | ---- | ---- | ---- | ---- | ---- |
| 85   | 88   | 71   | 72   | 77   | 87   | 87   | 87   | 81   |

| 2018 | 2022 | - | - | - | - | - | - | - |
| ---- | ---- | - | - | - | - | - | - | - |
| 67   | 67   | - | - | - | - | - | - | - |

## Culture locale et patrimoine

### Lieux et monuments
- Vestiges de villa gallo-romaine.
- Ancienne maison noble dans le village.
- Fontaine couverte et lavoir du XIXe siècle.
- Église reconstruite au XVIIIe siècle : belle claire-voie de fer forgé ; chaire Louis XV, autels latéraux du XVIIIe siècle.

Galerie de photographies
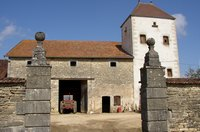
Le château.
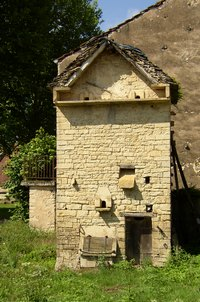
Le pigeonnier.
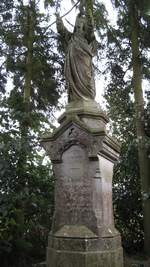
La Vierge des Champs.
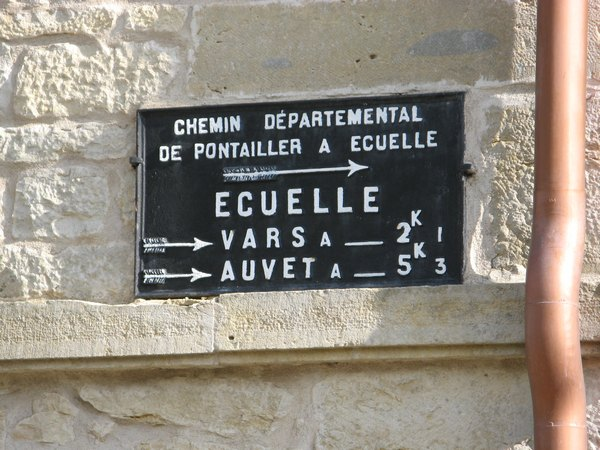
Plaque sur la façade de la mairie.

### Héraldique
| Blason de Écuelle | Blason  | Parti au 1) de sinople à trois quintefeuilles d'argent; au 2) d'argent à uu crosseron de gueules; à une colonne antique d'or brochant en pointe sur la partition; le tout au chef d'azur semé de billettes d'or, au lion issant couronné du même, armé et lampassé de gueules, brochant. |
| Blason de Écuelle | Détails | Création J-F Binon; .PanneauPocket 2022 |